# Tuzlai nemzetközi repülőtér

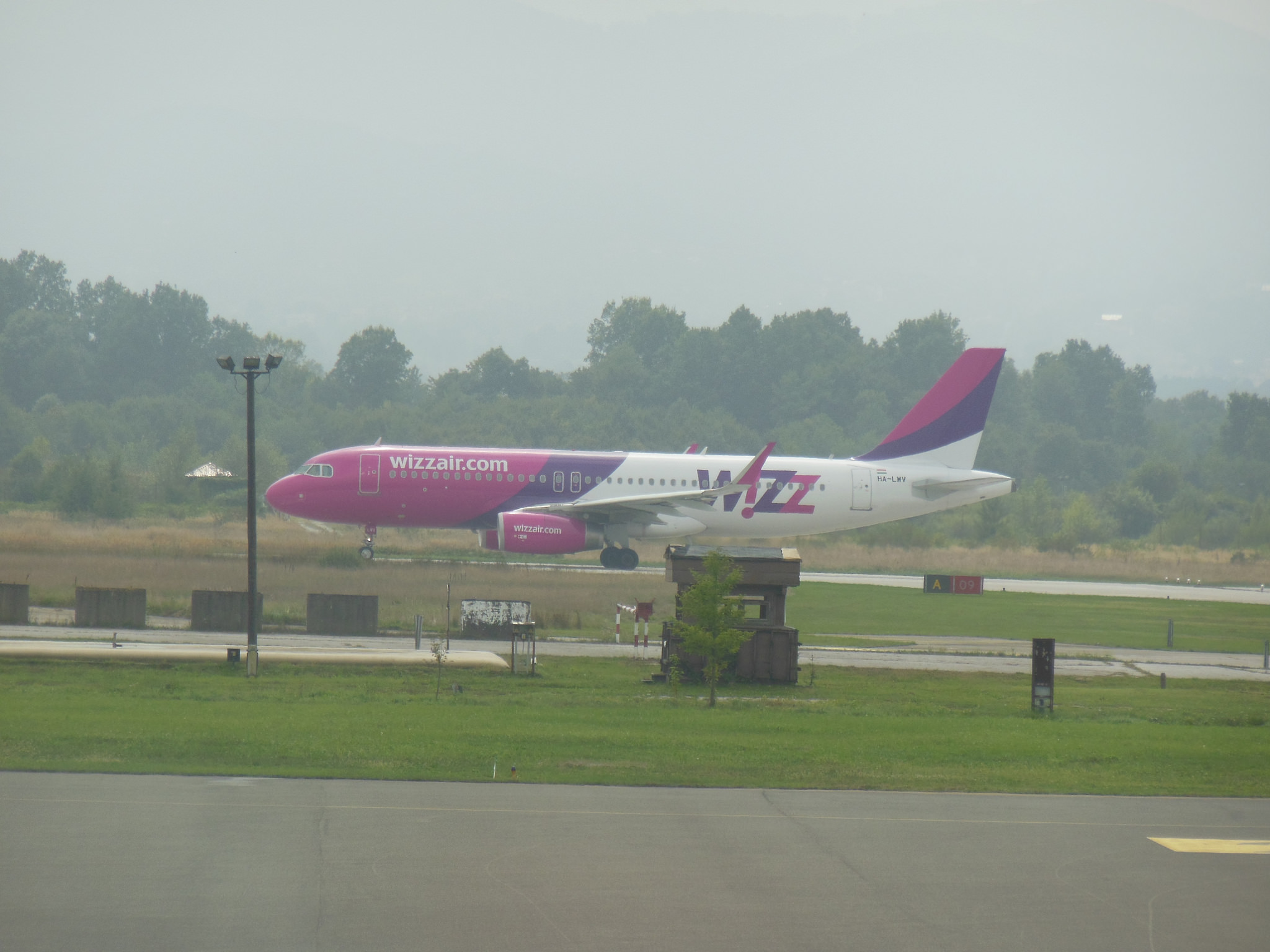
A Wizz Air Airbus A320 gépe gurul a tuzlai repülőtéren

A Tuzlai nemzetközi repülőtér (bosnyák nyelven Međunarodni aerodrom Tuzla/Међународни аеродром Тузла, horvátul Međunarodna zračna luka Tuzla; (IATA: TZL, ICAO: LQTZ) a Bosznia-Hercegovina-i Tuzla város nemzetközi repülőtere. A repülőtér polgári és katonai repülőtérként is üzemel (lásd: tuzlai légibázis). Üzemideje légitársaságok számára 04:30–23:30, általános és céges repülőgépek számára 06:00–17:00, de hosszabbítás lehetséges. A repülőtér 1-es kategóriájú műszeres leszállító egységgel (ILS Cat-1) van ellátva.

## Története
A tuzlai repülőtér egykor Jugoszlávia legnagyobb katonai repülőtere volt. A 350. Felderítő Repülőszázad egy ideig itt volt aktív. 1992-ben a repülőtér az ENSZ irányítása alá került, és 1996-tól az IFOR fő bázisa volt, amely a békekötési keretmegállapodás végrehajtását felügyelte. 1998-ban Tuzla kanton átalakíttatta a repülőteret civil repülőtérré. A tuzlai nemzetközi repülőtér 1998. október 10-én nyílt meg civil és katonai repülőtérként.
Miután a nemzetközi csapatok kivonultak, a repülőtér megkezdte érvénybe léptetni azokat a technikai követelményeket, amelyeket az ICAO megkövetel, végül 2008. június 5-én egy évre szóló engedélyt kapott arra, hogy nyilvános repülőtérként üzemeljen. 2009. június 5-én, általános ellenőrzés után a repülőtér engedélyt kapott arra, hogy nyilvános nemzetközi repülőtérként üzemeljen.
2015 júniusában a Wizz Air bázist nyitott Tuzlában, egy Airbus A320 gépével. Ekkor a Tuzlából Wizzairrel elérhető úticélok száma 16-ra ugrott, a nyári időszakban hetente 16 indulással. A desztinácíók 2020-ban érvényesek!
2015. december 8-án a Minisztertanács engedélyezte a tuzlai és a mostari repülőtérnek az állati eredetű termékeket szállító teherszállító gépek fogadását. Az ezt megelőző hónapban a repülőtér azt nyilatkozta, egyezséget kötöttek a Turkish Airlines-szal legalább heti két Airbus A330-200 teherszállító gép fogadására, amely állati eredetű termékeket exportál, de ehhez szükség volt állami engedélyre. Tuzla és Mostar is igyekezett megszerezni a lehetőséget, hogy fagyasztott marhahúst szállíthassanak a repülőtérről Törökországba.
2015. december 23-án heti két járattal megindult a légiközlekedés Bécs és Tuzla között. A járatokat a Montenegro Airlines üzemelteti a bosnyák MySky utazási iroda megbízásából. A járatok menetrend szerinti charterjáratként üzemelnek. Az útvonalon Embraer 195 gépek közlekednek, melyeken 116 férőhely található, mind turistaosztályon. A két város távolsága 439 km, a repülés hossza 55 perc. 2016. január 29-én, alig két hónappal az indulás után a járat alacsony kihasználtság miatt megszűnt, mivel járatonként átlagosan 30 utast szállított.

## Terminál
Az utasterminál 1998-ban nyílt meg. Óránként 350 utast képes kiszolgálni. A terminálon egy kapu található indulóknak és érkezőknek, két check-in-pult, szolgáltatások érhetőek el mozgáskorlátozott utasoknak, különféle kényelmi szolgáltatások, valamint 24 órán át üzemelő határátkelőhely vámvizsgálattal. 2015-ben a terminál elérte maximális kapacitását. Tuzla kanton kormánya ekkor úgy döntött, 2016-os költségvetéséből kétmillió márkát (egymillió eurót) különít el új terminál építésére, valamint félmillió márkát repülőtérvilágításra (ALS).

## Forgalmi előterek
A tuzlai repülőtér három forgalmi előtérrel rendelkezik, amelyből jelenleg kettőt használnak: az utasszállító gépeké 116×106 méteres, a teherszállítóké nagyjából ugyanekkora. A forgalmi előterek mindenféle kategóriájú repülőgépet képesek kiszolgálni. A terminál melletti utasforgalmi előtér egyszerre két közepes méretű (Boeing 737 vagy Airbus A320) gépet képes kiszolgálni, a teherszállítókén egyszerre két Il–76 vagy Airbus A330 teherszállító állhat két parkolóállásban vagy egy An–124 vagy Boeing 747 teherszállító gép egy parkolóállásban. A menetrend szerinti teherszállítás 2016 első negyedévében indul meg Isztambulba, a Turkish Airlines Airbus 330F gépével. A repülőtér 2016-ra 130 teherszállító járat fogadásáról szóló szerződést írt alá a Turkish Airlines légitársasággal. A repülőteret a hadsereg is használja, Bosznia és Hercegovina légierejének 3. helikopterszázadának a bázisa. A futópályával párhuzamos F gurulóút mellett 31 parkolóhelyet alakítottak ki Bell UH–1 vagy hasonló méretű helikopterek számára.

## Légitársaságok és úti célok
| Légitársaság      | Célállomások |
| ----------------- | --- |
| Freebird Airlines | Nyári charter: Antalya |
| Ryanair           | Memmingen, Stockholm-Arlanda, Bécs |
| Wizz Air          | Bécs, Bázel/Mulhouse, Berlin, Dortmund, Eindhoven, Friedrichschafen, Frankfurt-Hahn, Göteborg, Karlsruhe/Baden-Baden repülőtér, Köln/Bonn, Malmő, Memmingen, Stockholm-Skavsta Szezonális: Billund, Växjö |

## Megközelítése
A Wizz Air transzferjáratokat üzemeltet Szarajevó és Banja Luka belvárosából.

## Statisztika
A hivatalos adatok közlője Bosznia és Hercegovina Polgári Légügyi Igazgatósága (BHDCA)
| Év/Hónap | Január | Február | Március | Április | Május  | Június | Július | Augusztus | Szeptember | Október | November | December | Összesen | Változás  |
| -------- | ------ | ------- | ------- | ------- | ------ | ------ | ------ | --------- | ---------- | ------- | -------- | -------- | -------- | --------- |
|          |        |         |         |         |        |        |        |           |            |         |          |          |          |           |
| 2017     | 26,554 | 23,105  | 29,116  | 50,763  | 47,701 | 49,662 | 63,173 |           |            |         |          |          | 535.834  |           |
| 2016     | 19 235 | 19 939  | 23,598  | –       | –      | –      | –      | –         | –          | –       | –        | –        | 39 174   | +56,6%    |
| 2015     | 12,960 | 12 005  | 14 474  | 17 311  | 18 082 | 21 563 | 33 666 | 33 007    | 28 900     | 27 167  | 22 462   | 17 427   | 259 074  | +71,22%   |
| 2014     | 8276   | 6455    | 7289    | 9495    | 9343   | 12 195 | 19 887 | 19 253    | 16 967     | 16 299  | 12 363   | 13 531   | 151 353  | +146,05%  |
| 2013     | 1      | 0       | 0       | 0       | 455    | 6251   | 11 868 | 11 000    | 9071       | 8673    | 7359     | 6835     | 61 513   | +1367,74% |
| 2012     | 8      | 0       | 51      | 13      | 2      | 854    | 1762   | 1243      | 195        | 59      | 4        | 0        | 4191     | -7,42%    |
| 2011     | 0      | 0       | 12      | 54      | 8      | 1143   | 1506   | 965       | 10         | 426     | 403      | 0        | 4527     | N/A       |

## Fordítás
- Ez a szócikk részben vagy egészben  a   Tuzla International Airport című angol Wikipédia-szócikk ezen változatának fordításán alapul.  Az eredeti cikk szerkesztőit annak laptörténete sorolja fel. Ez a jelzés csupán a megfogalmazás eredetét és a szerzői jogokat jelzi, nem szolgál a cikkben szereplő információk forrásmegjelöléseként.